# Anne Pingeot
Anne Pingeot (* 13. Mai 1943 in Clermont-Ferrand) ist eine französische Kunsthistorikerin. Die Tochter von Pierre Pingeot, einem mit der Reifen-Michelin-Familie verwandten Industriellen der Automobilteileindustrie aus Clermont-Ferrand, war Kuratorin der Abteilung für Skulpturen des Pariser Louvre und des Musée d’Orsay und Autorin zahlreicher Fachbücher.
Einer breiteren Öffentlichkeit wurde sie 1994 als langjährige Geliebte des französischen Präsidenten François Mitterrand (1916–1996, Amtszeit 1981 bis 1995) bekannt.
Pingeot lernte 1961 den 27 Jahre älteren gelegentlichen Golf-Partner ihres Vaters in Hossegor an der Biscaya kennen.  Der Beziehung, die von 1962 bis zum Tod Mitterrands andauerte, entstammt eine 1974 geborene Tochter, die Journalistin und Schriftstellerin Mazarine Pingeot. Mitterrand erkannte seine Vaterschaft im Januar 1984 rechtlich an, allerdings unter Beibehaltung höchster Diskretion gegenüber der Öffentlichkeit.
In der Zeit der Präsidentschaft Mitterrands lebte sie mit der gemeinsamen Tochter von 1983 bis 1995 in einer fast 300 Quadratmeter großen Wohnung im Palais de l’Alma, einem auf der anderen Seite der Seine, ca. einen Kilometer vom Élysée-Palast gelegenen Außengebäude, in dem für gewöhnlich enge Mitarbeiter der französischen Präsidenten untergebracht wurden. Anne Pingeot und ihrer Tochter wurde dabei Personenschutz zuteil.
Weihnachten verbrachte der Präsident Mitterrand mit seiner informellen Familie in Oberägypten und das Neujahrsfest mit dem traditionellen Teil in seinem Anwesen in Latche bei Hossegor. Bei der Beerdigung von François Mitterrand waren beide Familienteile erstmals vereinigt.
2016 genehmigte Anne Pingeot die Veröffentlichung von 1218 Briefen, die Mitterrand ihr sandte. Diese Briefe wurden am 13. Oktober 2016 nebst einigen Anmerkungen von ihr zu diesen als Lettres à Anne veröffentlicht.